# Starship (SpaceX)
Starship è un vettore spaziale riutilizzabile super pesante in fase di sviluppo da parte di SpaceX. Con un'altezza di 121,3 m e una massa al decollo di 5000 t, è il razzo vettore più alto e potente mai costruito dall’uomo, progettato per essere completamente riutilizzabile e abbattere drasticamente i costi di accessibilità allo spazio. Una volta completamente operativo, entrambi gli stadi verranno recuperati dopo ogni volo, per poter essere riutilizzati al lancio successivo.
Starship è composto da due stadi di accensione, rispettivamente dal booster Super-Heavy e dal secondo stadio Starship come veicolo spaziale autonomo per il trasporto di equipaggio e carico in orbita. Entrambi gli stadi del razzo sono spinti dai motori Raptor, alimentati da ossigeno e metano liquidi in un ciclo a combustione stadiata ad alto rendimento. Dopo aver completato il volo, entrambi gli stadi del razzo sono riutilizzati, incluso il primo stadio Super-Heavy che verrebbe recuperato dai due bracci di cattura della torre di lancio, Mechazilla.
Si prevede che Starship abbia una capacità di carico utile di 150 t in orbita terrestre bassa nella configurazione completamente riutilizzabile e di 250 t se non riutilizzato. Starship dovrebbe essere rifornito di carburante in orbita prima di viaggiare verso destinazioni che richiedono manovre orbitali e quantità di propellente maggiori, come la Luna e Marte. Le applicazioni a breve termine proposte per Starship includono l'invio di astronauti e grandi satelliti in orbita terrestre, la costruzione della costellazione satellitare Starlink, l'esplorazione della Luna (Starship Human Landing System) e la colonizzazione di Marte.
Starship ha effettuato sei voli di test, chiamati Integrated Flight Test (ITF) nel 2023 e 2024.
Il programma di sviluppo di Starship segue un approccio iterativo e incrementale, che prevede la rapida costruzione, collaudo e di ottimizzazione dei prototipi, includendo test statici e di volo a bassa e alta quota.

## La nomenclatura
I frequenti cambi di nome del veicolo spaziale hanno creato spesso confusione. Nel 2005 SpaceX ha usato il termine "BFR" per descrivere il futuro razzo per Marte, indicando che l'obiettivo del vettore era riuscire a portare 100 tonnellate in orbita, ma anche che non si sapeva ancora come pagare lo sviluppo. A partire a metà 2013, SpaceX si riferiva sia all'architettura della missione sia al veicolo con il nome di Mars Colonial Trasporter. Al momento della rivelazione del design di 12 metri di diametro, a settembre 2016, SpaceX aveva già cominciato a riferirsi all'architettura generale con il nome di Interplanetary Transport System.
A ottobre 2016, in una risposta pubblicata durante un Q&A su Reddit, Musk affermò:
Durante la presentazione della nuova architettura al Congresso astronautico internazionale (IAC) in Adelaide, Australia del 2017, Musk affermò che si stava «seriamente pensando di chiamarlo BFR». Il BFR fu chiamato, informalmente dai media e internamente a SpaceX, Big Fucking Rocket. La navicella, per un periodo tra il 2017 e il 2018, fu indicata con il termine "BFS".
In un tweet pubblicato a novembre 2018, Musk comunicò il cambio di nome definitivo, passando da BFR a Starship, specificando che con quest'ultimo termine ci si riferisse sia alla navicella che all'architettura complessiva, mentre il booster sarebbe stato chiamato Super Heavy.

## Storia
Nel 2007, Elon Musk si prefissò l'obiettivo personale di dare il via all'esplorazione e alla colonizzazione di Marte. Alcune informazioni sull'architettura della missione vennero rivelate tra il 2011 e il 2015, dichiarazioni secondo le quali i primi coloni sarebbero arrivati su Marte non prima della metà degli anni '20. Con tale obiettivo, nell'ottobre del 2012, Musk anticipò un piano per costruire un secondo lanciatore riutilizzabile, con capacità nettamente superiori a quelle del Falcon 9 e del Falcon Heavy. Il nuovo veicolo doveva essere, secondo Musk, «un'evoluzione del Falcon 9 [...] ma più grande del Falcon 9». Nello stesso anno, SpaceX aveva avviato lo sviluppo del motore Raptor, a supporto del nuovo lanciatore.
A partire dal 2014, Elon Musk rivelò diverse informazioni riguardo allo sviluppo del nuovo sistema di lancio, dichiarando che sarebbe stato in grado di ospitare un equipaggio di 100 persone e con la capacità di carico di 100 tonnellate, con un diametro di 10 metri. A settembre 2016, al 67º incontro annuale del Congresso astronautico internazionale, Musk svelò dettagli sostanziali di un progetto di un veicolo di trasporto molto grande, di 12 metri di diametro e 122 metri di altezza, chiamato "Interplanetary Transport System" (ITS) e ideato per il trasporto interplanetario. Nell'occasione, Musk informò riguardo all'intenzione di lavorare su una tecnologia per il rifornimento in orbita della navicella, in modo da alleggerire il carico in fase di lancio e aumentare considerevolmente la capacità di carico. A settembre 2017, al 68º incontro del Congresso, SpaceX presentò la nuova architettura del veicolo che si iniziò a chiamare BFR (Big Falcon Rocket). Il nuovo design prevedeva un diametro di 9 metri e una lunghezza complessiva ridotta a 106 metri, con una piccola ala a delta posteriore e dei flap per controllare il beccheggio e il rollio. Così come per la versione precedente, furono descritte tre versioni della navicella: BFS cargo, BFS tanker, e BFS crew. Inoltre, il BFR fu anche ipotizzato per il trasporto di merci e persone in collegamenti tra punti diversi della Terra, in un tempo inferiore ai 90 minuti.
L'ambizioso obiettivo nel 2017 era mandare le prime due missioni di carico su Marte nel 2022, con lo scopo di «verificare le risorse d'acqua e identificare i pericoli» contemporaneamente a mettere «l'infrastruttura per l'alimentazione, per l'attività mineraria, e per il supporto vitale» sul posto per i futuri voli, seguite da quattro navi nel 2024, due con equipaggio e due con attrezzatura e provviste aggiuntive aventi lo scopo di preparare una struttura di produzione di propellente. Durante una conferenza tenuta alla sede di SpaceX a Hawthorne a settembre 2018, Elon Musk mostrò un ulteriore aggiornamento del design del BFR e annunciò il progetto dearMoon, una missione privata sponsorizzata da Yūsaku Maezawa con altri artisti, di circumnavigazione lunare, programmata per il 2023.
In un tweet pubblicato a novembre 2018, due mesi dopo l'aggiornamento sul design, Musk comunicò il definitivo cambio di nome dell'architettura: Starship sarebbe stato sia il nome complessivo che della navicella, mentre Super Heavy per il primo stadio (il booster) «necessario per uscire dalla gravità terrestre (non per altri pianeti o lune)».
L'intenzione iniziale della compagnia era quella di realizzare Starship nel sito di Los Angeles ma il sito fu, tuttavia, completamente smantellato ad aprile 2019 in seguito alla decisione di concentrare le attività a Boca Chica, in Texas e a Cocoa, in Florida.
A gennaio 2019 viene confermato che la Starship non sarebbe stata più realizzata in fibra di carbonio ma in una particolare lega di acciaio inossidabile, adducendo motivazioni legate alla resistenza, all'economicità e alla facilità di lavorazione del materiale. A partire dall'estate del 2019 presero il via i collaudi nel sito di Boca Chica, con un prototipo in scala ridotta denominato Starhopper. A settembre dello stesso anno, durante un evento pubblico nello stabilimento texano, Musk mostra il prototipo della Starship Mk1, annunciando aggiornamento sul design e sulla portata del carico ipotizzato a circa 100000 kg iniziali, con l'obiettivo di raggiungere 150000 kg con il passare del tempo. Dopo il cedimento dovuto a test di pressione della Mk1, SpaceX decide di sospendere la realizzazione della Mk2, all'epoca in corso a Cocoa, in Florida, e passare direttamente alla Mk3, che viene rinominata SN1 per sottolinearne l'evoluzione delle tecniche di costruzione: gli anelli di acciaio diventano più alti, per ridurre i punti critici. Questo passaggio determina il relativo stop alle attività di costruzione dello Starship nel sito in Florida, che da quel momento sarebbero state completamente trasferite a Boca Chica. Vari test furono condotti per tutto il 2020, con la rapida costruzione di prototipi. Il 9 dicembre 2020, il prototipo SN8, dopo essere stato il primo prototipo completo e ad effettuare un test di accensione statica con tre Raptor contemporaneamente, effettuò un volo suborbitale di prova di 12,5 km dimostrando con successo la capacità di decollo, salita, trasferimento di propellente, l'esecuzione della manovra di capovolgimento e il preciso controllo dei flap per l'atterraggio. Tuttavia, la bassa pressione all'interno del serbatoio di testa durante l'accensione dei motori, comportò un'eccessiva velocità di discesa e l'esplosione del veicolo a contatto con il suolo. Il test fu considerato ampiamente positivo, permettendo il raccoglimento di numerosi dati per i test successivi.

## Tecnologia
La Starship è un lanciatore completamente riutilizzabile per carichi super-pesanti, costruito con l'obiettivo di ridurre i costi per tonnellata dei lanci in orbita terrestre bassa (in inglese low Earth orbit, LEO) e dei trasporti tra destinazioni oltre l'orbita terrestre (beyond Earth orbit, BEO).
Il razzo, costruito interamente in acciaio inossidabile per facilità ed economicità di utilizzo, sarà composto da due parti: un primo stadio booster, chiamato Super Heavy e un secondo stadio con integrata sezione con payload, chiamato Starship.  Entrambi gli stadi sono progettati per essere completamente riutilizzabili, con entrambi i veicoli che atterreranno direttamente sulla torre di lancio. Entrambi usano l'atterraggio retropropulsivo e le tecnologie per lanciatori riutilizzabili sviluppati in precedenza da SpaceX. L'insieme di Starship-Super Heavy sarà alto 122 m, cioè 29 m più alto della Statua della Libertà ed una volta operativo sarà il veicolo spaziale più grande e potente che abbia mai volato.

### Stadi del razzo

#### Super Heavy (booster)

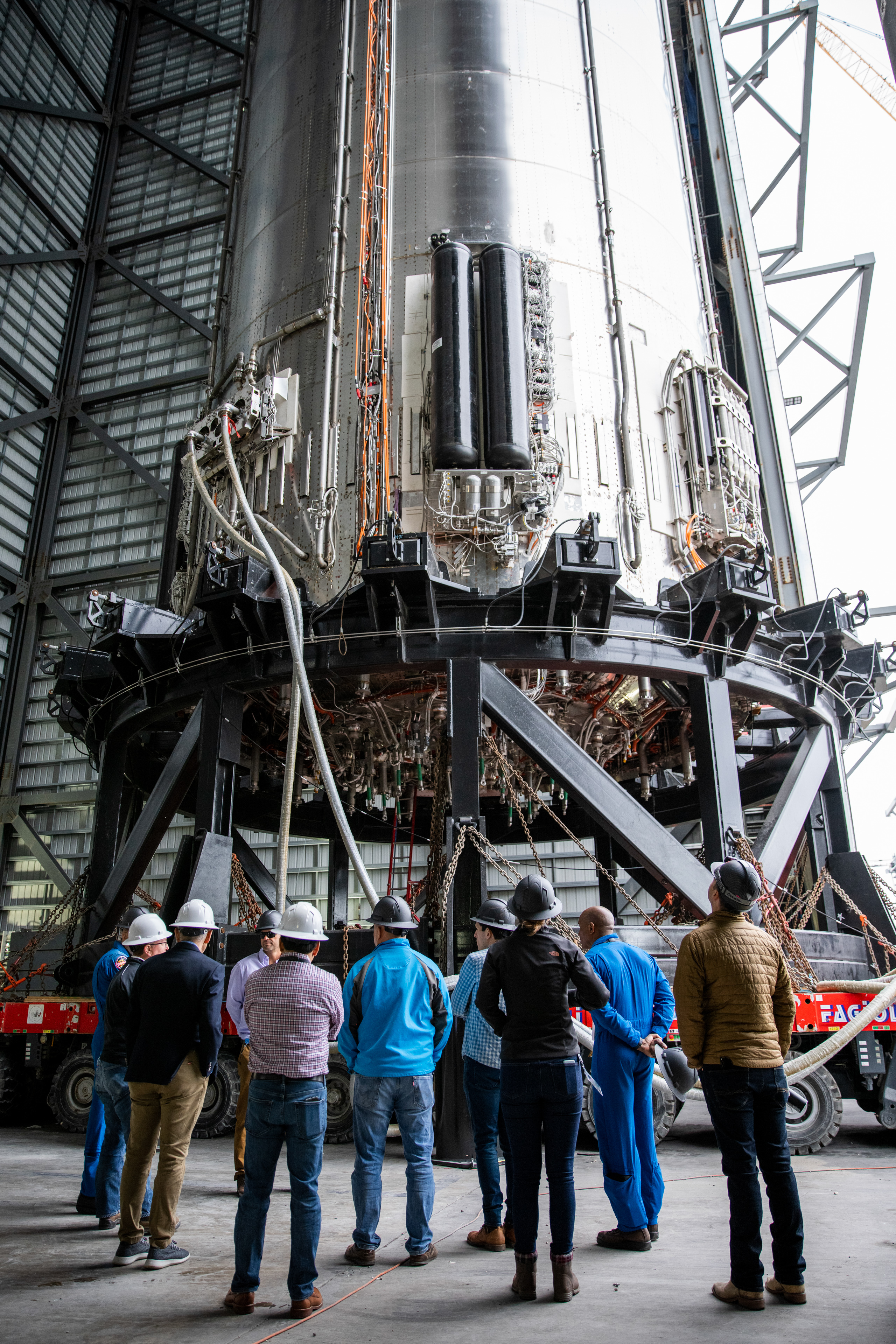
Parte inferiore del booster senza motori installati

Super Heavy è il primo stadio o stadio booster, che forma la parte inferiore del razzo. Il booster è alto 70 m, largo 9 m e ospita fino a trentatré motori Raptor ottimizzati per il livello del mare. Il gruppo motore è composto da un anello interno di tre motori, circondato da dieci nell'anello centrale e venti nell'anello esterno. I motori nell'anello interno e centrale possono sterzare o spingere il controllo vettoriale, mentre quelli esterni sono fissi. Collettivamente, producono 72 MN (16.000.000 lbf) a piena potenza, più del doppio del Saturn V.
I serbatoi del booster possono contenere 3.600 t (7.900.000 lb) di propellente, costituiti da 2.800 t di ossigeno liquido e 800 t di metano liquido. Super Heavy immagazzina anche 280 L di fluido idraulico per le sue operazioni. Si stima che Super Heavy abbia una massa a secco compresa tra le 160 t e le 200 t, con i serbatoi che pesano 80 t.
Il booster è dotato di quattro alette a griglia per il controllo d'assetto, ognuna delle quali ha una massa di 3 t. Le alette sono distanziate in modo non uniforme per consentire al booster di ottenere un maggiore controllo del beccheggio e possono ruotare solo sull'asse di rollio. L'orientamento del booster può essere controllato mediante propulsori a gas freddo, alimentati con propellente evaporato all'interno dei serbatoi. La separazione del booster dal veicolo spaziale viene effettuata dai motori Raptors dopo il rilascio dei fermi.

#### Starship (navicella)

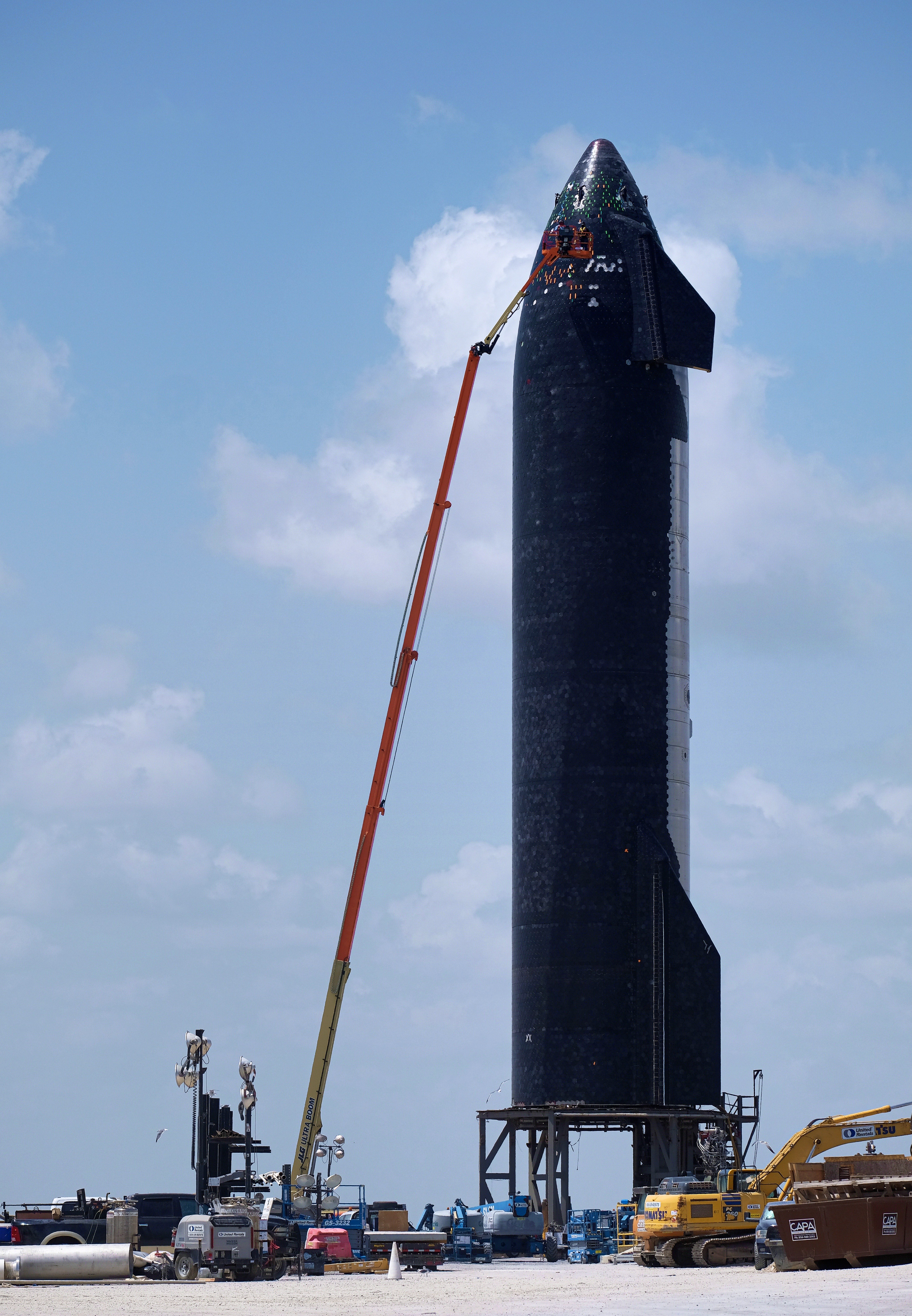
S20 durante un'ispezione delle piastrelle dello scudo termico

Starship è il secondo stadio completamente riutilizzabile, che forma la parte superiore del razzo. La navicella è alta 50 m e ha una massa a secco inferiore a 100 t. Il volume del carico utile dell'astronave è di circa 1.000 m3, più grande del volume pressurizzato della Stazione Spaziale Internazionale di 80 m3.
L'astronave ha una capacità totale di propellente di 1.200 t, suddivisa in serbatoi principali e serbatoi di testa. Il serbatoio di testa è riservato al supporto della manovra di rientro, che prevede il capovolgimento e l'atterraggio del secondo stadio. Starship è equipaggiata con 6 motori Raptor, tre dei quali sono progettati per il funzionamento nella bassa atmosfera, e tre motori Raptor Vacuum sono ottimizzati per funzionare nel vuoto dello spazio. Una serie di propulsori di controllo dell'assetto, montati all'esterno del veicolo spaziale, controllano l'assetto del veicolo spaziale mentre si trova nello spazio.
Starship ha quattro flap (due anteriori e due posteriori) per controllare l'orientamento del veicolo spaziale e aiutare a dissipare l'energia durante l'ingresso nell'atmosfera. Sotto i flap anteriori sono realizzati dei punti di fissaggio, utilizzati per sollevare e catturare il veicolo spaziale tramite i bracci meccanici della torre di lancio.  Lo scudo termico dell'astronave, composto da migliaia di piastrelle esagonali nere, è progettato per essere utilizzato molte volte senza alcuna manutenzione tra i voli. La loro forma esagonale è progettata per consentire la produzione in serie e impedire al plasma caldo di causare gravi danni, consentendo alle piastrelle di resistere a temperature di 1.400 °C.
Sarà realizzata in tre versioni diverse:
- Starship crew: una versione con ambienti abitabili per passeggeri e area cargo, da utilizzare sia per voli in orbita bassa (verso stazioni spaziali orbitanti), sia su altri pianeti che per viaggi point to point sulla Terra.
- Starship cargo: una versione per il lancio in orbita di cargo e satelliti.
- Starship tanker: una versione utile al rifornimento orbitale delle versioni crew e cargo.

### Sistema di propulsione
SuperHeavy e Starship saranno spinti da motori Raptor V2, sia nella loro versione sea level che vacuum. Raptor 2 è la versione più recente di motori Raptor e ne è una riprogettazione completa. Tutte le componenti principali sono state ridisegnate, oltre a eliminare alcune parti e convertire molte flange in saldature. In un aggiornamento riguardo Starship del febbraio 2022, Musk ha mostrato le capacità di Raptor 2 e come è semplificato ma più potente del Raptor originale. I motori Raptor 2 raggiungevano costantemente 230 tf (510.000 lbf) di spinta entro febbraio 2022, sebbene SpaceX preveda di essere in grado di ottimizzare i parametri del motore e la progettazione nel tempo per raggiungere almeno 250 tf (550.000 lbf). Inoltre, Musk ha indicato che il costo di produzione del motore era circa la metà di quello della versione Raptor 1 che SpaceX aveva utilizzato nel 2018-2021. A partire dal 2022, su tutti i veicoli Starship sono installati solo motori Raptor 2.

### Sistema di atterraggio e recupero
Tra il 2020 e il 2021, Musk ha confermato l'intenzione di SpaceX di non voler dotare né SuperHeavy né Starship di gambe di atterraggio, ma di voler recuperare entrambi i mezzi attraverso dei meccanismi installati direttamente nella nuova torre di lancio. Tale operazione andrebbe incontro alla necessità di avere un rapido riutilizzo di Starship per abbattere i costi di lancio, con l'intenzione a medio-lungo termine di poter effettuare tre lanci al giorno.
Il modello di torre di lancio, realizzato sia nel sito di Starbase che a Cape Canaveral, è equipaggiato con due braccia meccaniche, chiamate informalmente chopsticks (bacchette), che serviranno sia per sollevare i due stadi della Starship, che per "catturarli" al rientro.
Delle versioni alternative di Starship, dotate di gambe di atterraggio, saranno comunque utilizzate per atterrare sulla Luna (versione HLS) e, almeno in una prima fase, su Marte.
Il 13 Ottobre 2024, il SuperHeavy è stato catturato per la prima volta nella storia al termine della procedura di rientro dalle braccia della torre di lancio.

### Sistema di rifornimento in orbita
Una delle innovazioni maggiori del veicolo Starship sarà il rifornimento orbitale. SpaceX ha avviato lo sviluppo di questa tecnologia supportata da due contratti vinti nell'ambito del programma della NASA "Tipping Point": uno nel 2019, dal valore di 3 milioni di dollari per sviluppare, in collaborazione con il Glenn Research Center in Ohio e il Marshall Space Flight Center in Alabama, due centri di ricerca della NASA, un accoppiatore per il fluido criogenico (un tipo di ugello necessario per il rifornimento in orbita) e un altro contratto, dal valore di 53 milioni di dollari ad ottobre 2020, per una dimostrazione di trasferimento di 10 tonnellate tra due Starship in orbita.

## Versioni alternative

### Artemis Human Landing System

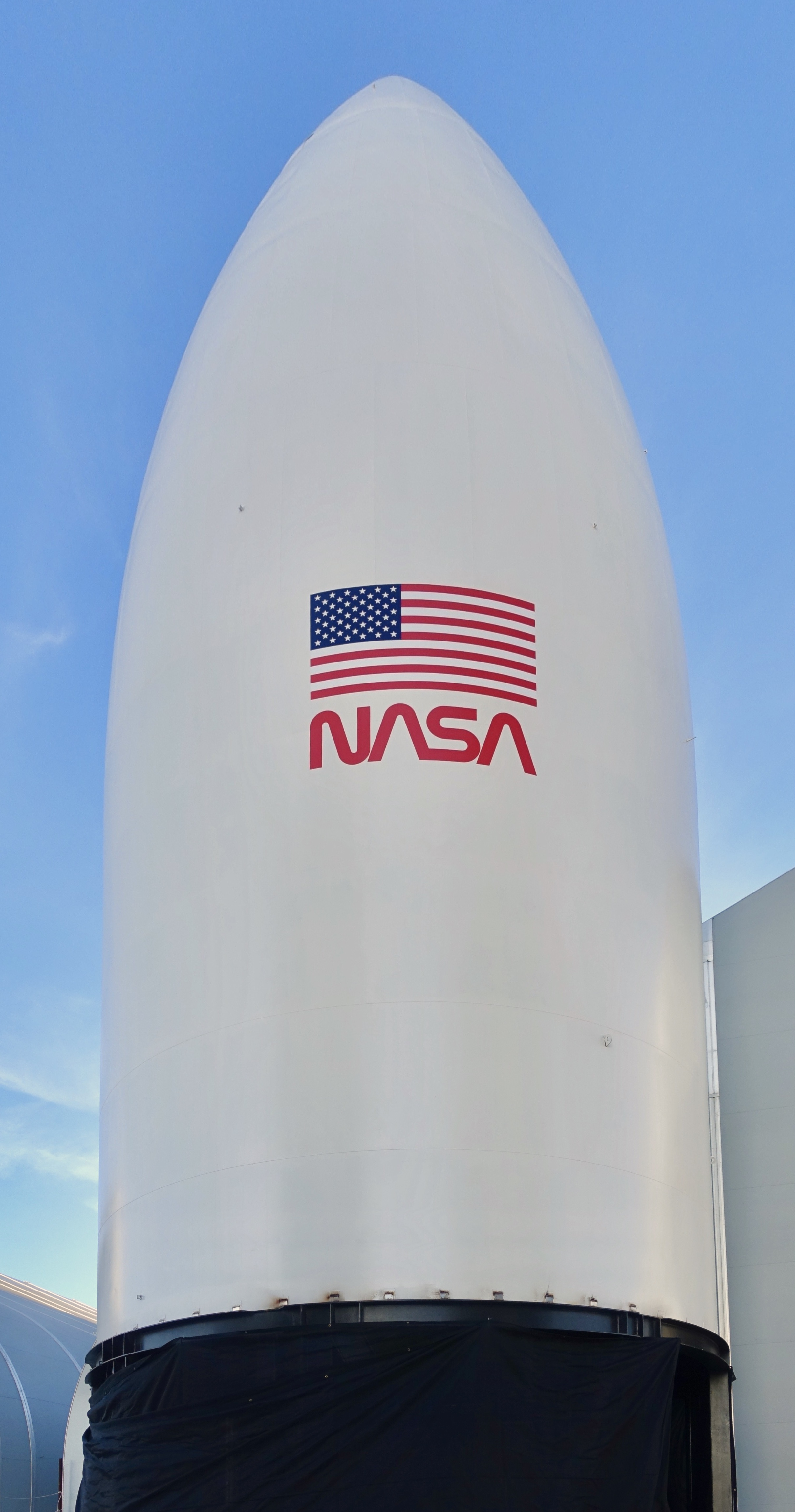
Il mock up del HLS realizzato nel sito di Boca Chica nell'autunno del 2020.

Diagramma riassuntivo della missione Artemis III

Il 30 aprile 2020 la NASA annunciò che una versione alternativa, denominata Starship Human Landing System, era in competizione con altre due proposte (una di Blue Origin e una di Dynetics) per lo sviluppo di un lander lunare da utilizzare all'interno del programma Artemis. Per lo sviluppo iniziale, SpaceX ricevette un finanziamento da 135 milioni di dollari. Questa variante sarà priva di scudi termici e pinne di coda, non necessarie per atterraggi su suolo lunare e utilizzerà tre motori SuperDraco. Nel documento a supporto della proposta, la NASA ha riportato la dichiarazione dell'azienda secondo la quale la Starship, ben prima di portare astronauti sulla Luna nel 2025, avrà già effettuato ripetuti voli orbitali di breve e lunga durata, voli oltre l'orbita bassa e una missione dimostrativa di atterraggio sul suolo lunare entro il 2022. Secondo i piani, la Starship sarà regolarmente lanciata dalla Terra con un razzo Super Heavy per entrare in orbita lunare. L'equipaggio, invece, raggiungerà successivamente la Starship tramite una navicella Orion lanciata dalla Terra con l'SLS o tramite un attracco con il Lunar Gateway.
A febbraio 2021 SpaceX aveva realizzato un mockup del prototipo e sviluppato e dimostrato il concept dell'ascensore che dovrebbe permettere agli astronauti di raggiungere la superficie lunare dal modulo di comando della Starship. Il 16 aprile 2021, la NASA seleziona ufficialmente SpaceX come unica compagnia a realizzare l'Human Landing System che porterà l'equipaggio della missione Artemis III sulla superficie lunare, per un contratto dal valore di 2,9 miliardi di dollari.
Durante un incontro annuale del Lunar Exploration Analysis Group della NASA, tenutosi il 23 agosto 2022, Lisa Watson-Morgan, manager del programma HLS, ha riferito che la missione di prova da effettuare prima di Artemis III potrà essere effettuata con una Starship lunare con soli i componenti essenziali a dimostrare la capacità di atterraggio, mentre la ripartenza dalla superficie lunare potrà essere dimostrata successivamente.

## Sviluppo e prototipi

### Starhopper

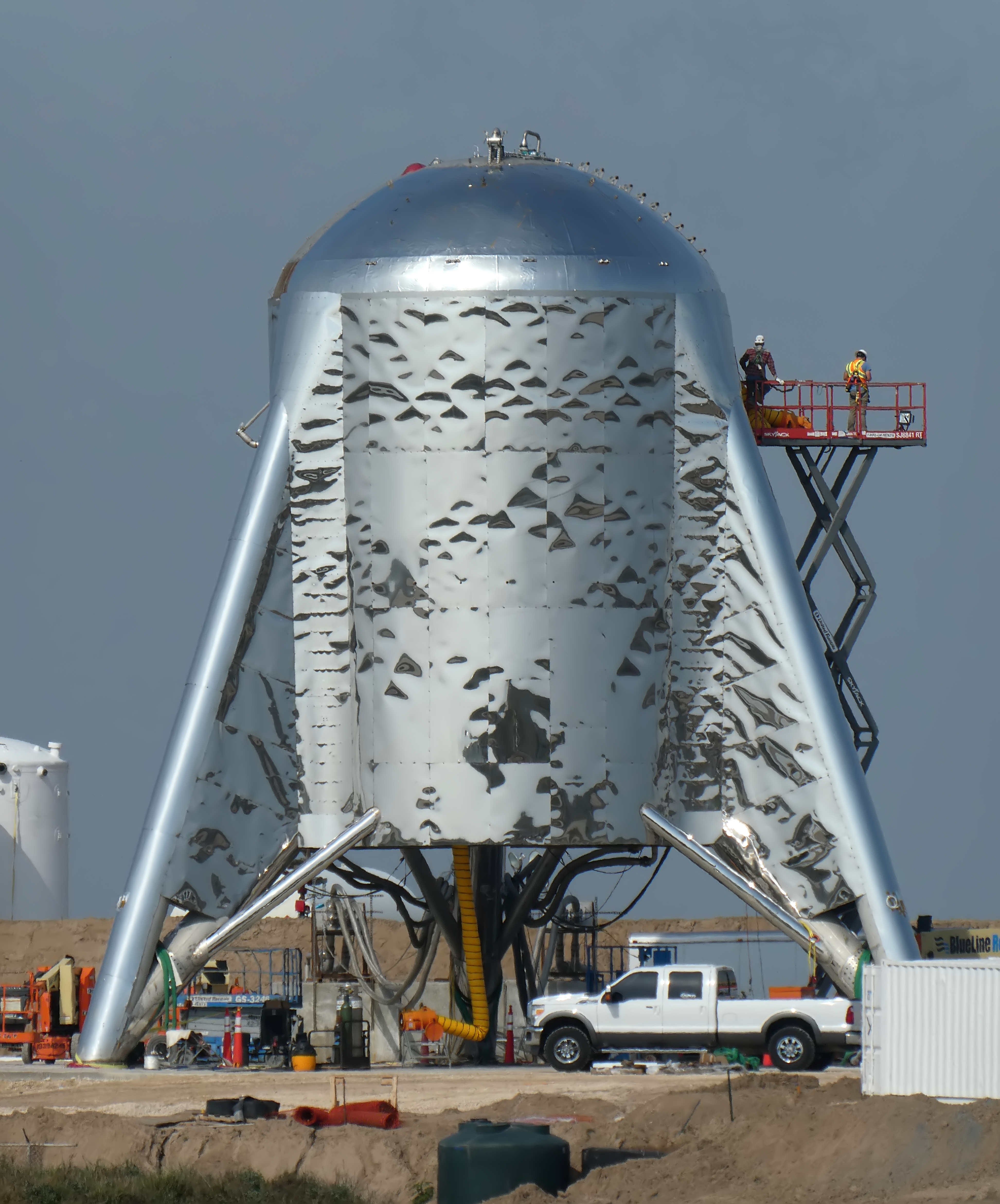
SpaceX Starhopper

La costruzione del primo prototipo in scala, denominato Starhopper è cominciata a inizio dicembre 2018 e la struttura esterna è stata completata il 10 gennaio 2019. Il razzo è stato costruito in meno di sei settimane nel sito di Boca Chica sul golfo del Messico nel Texas meridionale. Il veicolo ha un diametro di 9 metri per una altezza che all'origine era prevista in 39 metri, ma dopo la distruzione della copertura aerodinamica anteriore a causa di una forte raffica di vento, fu poi ridotta a seguito della decisione di non ricostruirla. Il veicolo è stato usato per collaudare una serie di sottosistemi di Starship e per espandere l'inviluppo di volo. Tra aprile e agosto, prima di essere decommissionato, il prototipo effettuò dei voli di prova a diverse altitudini, per la prima volta per dei motori Raptor.

### Starship

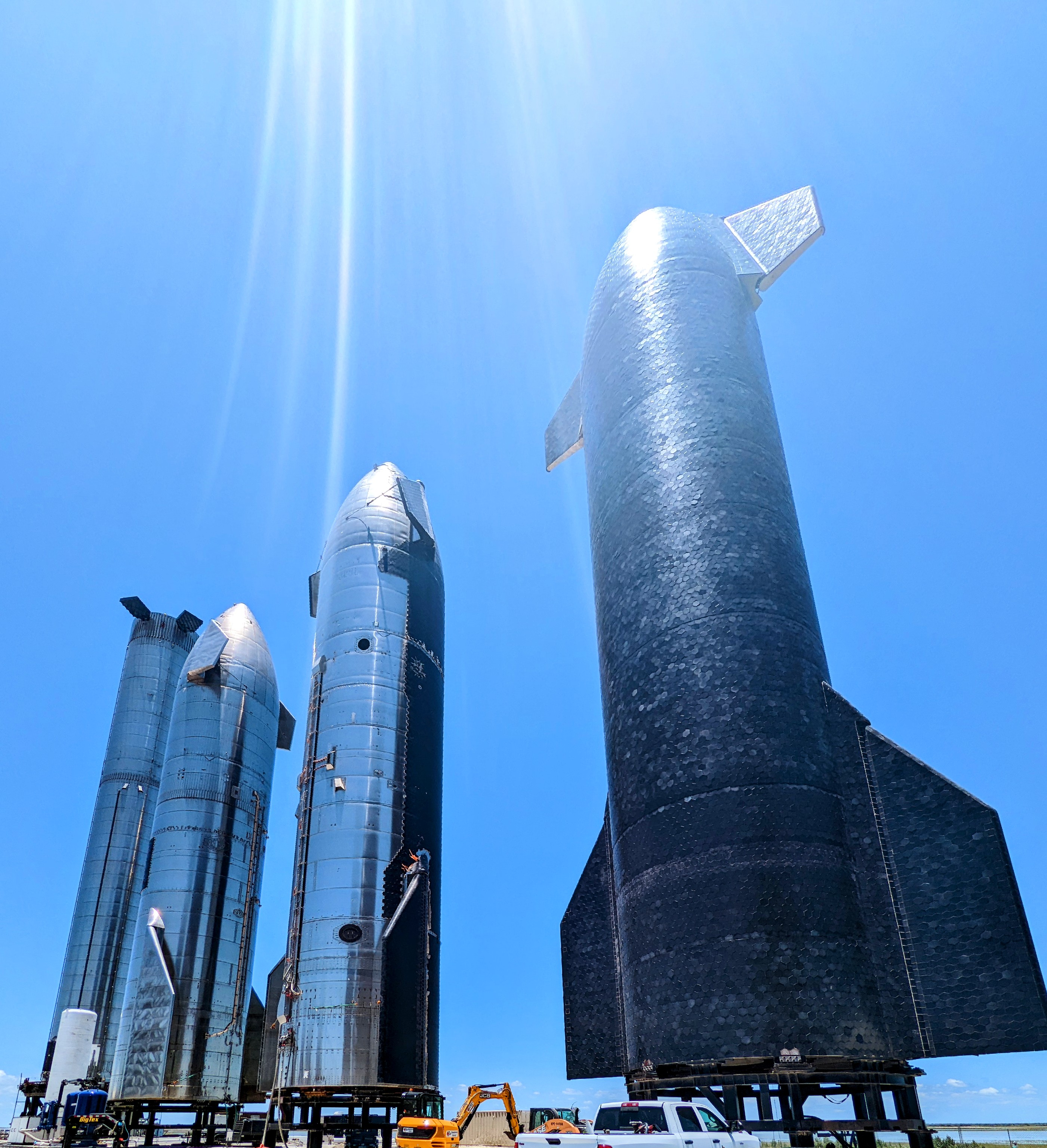
Prototipi di Starship e SuperHeavy posizionati all'ingresso del sito di Starbase

A marzo del 2019, la costruzione della struttura esterna e dei serbatoi di propellente del primo prototipo orbitale presso il cantiere in Texas erano a buon punto, tanto da prevederne il completamento e l'inizio delle prove per giugno.
A maggio emerse la notizia che i prototipi orbitali in costruzione erano in realtà due (denominati Mk1 e Mk2), con il secondo esemplare (gemello del primo) in costruzione presso il cantiere SpaceX a Cocoa, in Florida. A seguito dell'esplosione in un test di pressione (20 novembre 2019) della cupola superiore del metano del Mk1 e l'abbandono del Mk2, SpaceX si concentrò su un nuovo prototipo, iniziando anche una nuova nomenclatura. Starship SN1, qualitativamente migliore del Mk1, venne anche esso perso in un test di pressione (criogenico) il 28 febbraio 2020. Completati e superati i test criogenici su SN2 (8 marzo 2020), il team a Boca Chica costruì e testò il terzo prototipo completo (SN3). Il test fallì in seguito alla insufficiente pressurizzazione del serbatoio dell'Ossigeno liquido, che collassò sotto il peso del serbatoio superiore pressurizzato con metano liquido il 3 aprile 2020. A questo punto si aprì la strada ai primi test di volo. SN7 è stato deliberatamente distrutto nel tentativo di spingere Starship a nuove pressioni più alte. Lo stesso destino toccò a SN7.1. SN7.2 aveva invece l'obiettivo di testare un nuovo tipo di serbatoio, con uno spessore di solo 3 millimetri. Questo avrebbe considerevolmente ridotto il peso del veicolo aumentando le sue capacità. Purtroppo mostrò dei problemi probabilmente dovuti alla saldatura e potrebbe essere ritirato.

#### Test a bassa quota
- SN4 è stato il primo prototipo a passare i test a pressione criogenici, è stato anche il secondo prototipo ad essere munito di un motore Raptor, e dopo qualche accensione statica venne perso durante un test. I sistemi di supporto del prototipo che collegavano i serbatoi interni ai serbatoi al sito di lancio si sono staccati irregolarmente, portando ad un'esplosione e la perdita totale del veicolo.
- SN5 completò con successo il suo hop di 150 metri il 4 agosto 2020. L'unica anomalia rilevata durante il volo è stata una fiamma generatasi attorno ai componenti del motore, probabilmente dovuta a del metano rimasto intrappolato nella engine skirt.
- SN6 riuscì a completare il suo hop di 150 metri riuscendo a mantenere più stabilità del predecessore SN5, dimostrando le stesse tecnologie.

I successi di questi prototipi hanno aperto la strada ai test di volo ad alta quota.

#### Test ad alta quota
- SN8 è stato il primo prototipo ad eseguire un high altitude flight test, ovvero un test di volo ad alta quota. Il 9 dicembre alle ore 22:45 (fuso orario italiano) i 3 motori Raptor si sono accesi e hanno fatto arrivare SN8 fino ad una quota di 12 km circa, marcando un primato come primo veicolo a volare sotto la spinta di più di un motore a ciclo a combustione stadiata alimentato a metano. Rispettivamente a T+ 1:41 e T+ 3:14 due motori sono stati spenti per diminuire la velocità verticale del razzo, fino ad azzerarla. A T+ 4.40 Raptor SN42, che fino a quel momento aveva spinto SN8 all'altezza di 10 km, si spegne e il veicolo si riorienta per effettuare la manovra di belly flop, che mette il veicolo in una posizione "a pancia in giù". Per i restanti minuti SN8 ha perfettamente controllato la sua discesa puntando alla zona di atterraggio fino a T+ 6:31, quando due motori si sono riaccesi e le superfici aerodinamiche superiori si sono estese, permettendo così al veicolo di riorientarsi in verticale per azzerare la sua velocità e atterrare delicatamente sul suolo. Sfortunatamente un calo di pressione nel serbatoio header tank del metano, una sfera posta al centro della cupola comune fra i due serbatoi che contengono metano e ossigeno liquido, ha perso pressione. Il motore assegnato a compiere l'atterraggio è stato quindi sottoposto ad una combustione ricca di ossigeno, che ha portato una temperatura elevatissima in camera di combustione, danneggiando irreversibilmente il Raptor. La combustione non ottimale ha impedito al motore di fornire la spinta necessaria, e l'altissimo calore ha fuso le leghe di rame presenti, risultando in una fiamma verde. La velocità finale di SN8 era troppo alta per garantire un atterraggio sicuro, e infatti il veicolo ha concluso il suo viaggio con un RUD, ovvero un rapid unscheduled disassembly (disassemblaggio rapido non programmato, modo elegante per definire uno schianto che porta alla distruzione parziale o totale di un veicolo).
- A SN9 toccò seguire la stessa sorte del "fratello maggiore" SN8. Durante il volo seguì lo stesso identico profilo di SN8, anche se durante il riorientamento per il belly flop il prototipo ha inizialmente avuto dei piccoli problemi che ha risolto senza fatica. Pure l'atterraggio di SN9 è stato catastrofico, ma per ragioni diverse. Un motore fallì il riavvio durante l'atterraggio, impedendo al veicolo di acquisire una posizione verticale e cadendo al suolo con una velocità troppo elevata (circa 200 km/h).
- SN10 è stato il primo prototipo a effettuare un atterraggio. Il 4 marzo 2021 alle ore 00:15 italiane ha effettuato un secondo tentativo di lancio dopo che il primo era stato abortito dal computer di bordo circa 2 ore prima a T- 00:00:1. Raggiunti i 10 km di altezza ha iniziato la manovra di discesa riuscendo ad atterrare in modo controllato accendendo prima tutti e 3 i motori Raptor per poi spegnerne 2. Nonostante i computer ordinassero all'unico motore raptor rimasto acceso di aumentare la sua potenza, esso non ha dato al veicolo abbastanza spinta per annullare la velocità verticale completamente al momento dell'atterraggio, causando un piccolo rimbalzo (probabilmente causato anche da 3 gambe d'atterraggio che non si sono aperte correttamente). Il veicolo è rimasto in piedi sostenuto dalla sua stessa struttura e non dalle gambe e circa 10 minuti dopo aver effettuato l'atterraggio, SN10 è ugualmente esploso a causa di una perdita di metano, probabilmente causata dal brusco atterraggio.
- SN11 è stato distrutto in volo. Il 30 marzo 2021 alle ore 15:00 italiane il veicolo è decollato dalla piattaforma di lancio suborbitale B del sito di lancio di SpaceX in Boca Chica. La visibilità era molto bassa a causa della nebbia. L'ascesa è andata bene, così come il riorientamento e la discesa. Durante la manovra d'atterraggio SN11 ha però avuto un'anomalia e si è distrutto a mezz'aria, circa 900 metri sopra la piattaforma di atterraggio. A detta di Elon Musk il motore Raptor numero 2 ha avuto un'anomalia relativa alla pressione nella camera di combustione. Le cause reali non sono ancora completamente chiare. Pezzi di veicolo sono volati per tutta la zona e a quanto pare alcuni sono stati ritrovati a 5 miglia di distanza.
- SN15 ha effettuato un test di accensione statica di tutti e 3 i suoi motori Raptor il 26 aprile 2021. È stato lanciato il 5 maggio 2021 in condizioni di nebbia leggera ed ha effettuato un atterraggio morbido con un principio d'incendio vicino alla base (simile a quanto successo per SN10) che è stato spento dai sistemi automatici.[58]

#### Test orbitali

##### Primo Integrated Flight Test (2021-2023)

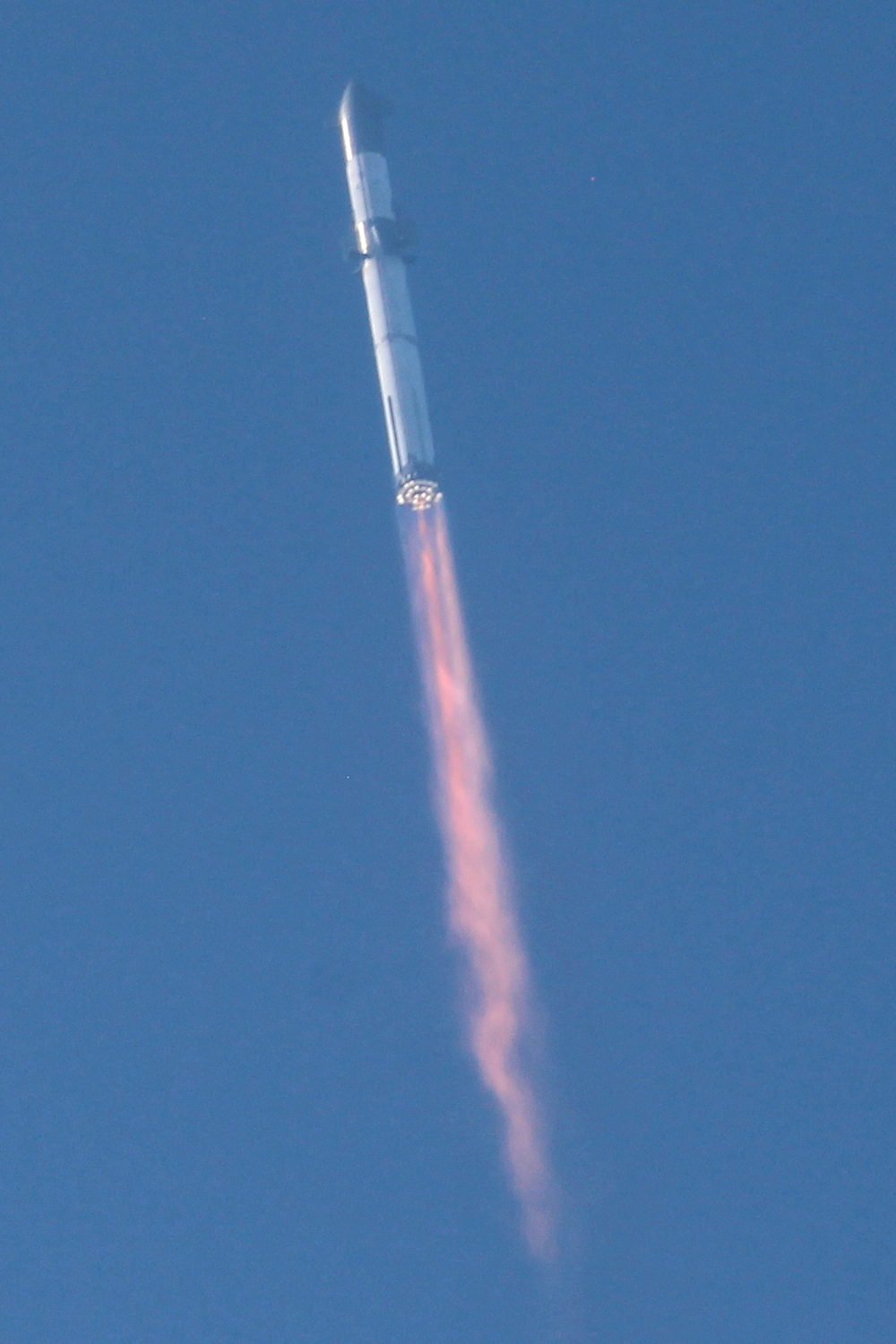
Starship durante il primo integrated flight test. È possibile vedere alcuni propulsori del primo stadio che sono spenti a causa di malfunzionamenti

A luglio 2021 è stato condotto il primo test di accensione statica dei tre propulsori del Super Heavy BN3.. 
In quel periodo SpaceX ha modificato la nomenclatura dei velivoli passando da "SN" a "Ship", per Starship e da "BN" a "Booster" per i Super Heavy Boosters. 
Un mese dopo il prototipo Starship Ship 20 è stato montato sul Super Heavy Booster 4 componendo per la prima volta il velivolo completo. Ship 20 è stato il primo prototipo ad avere uno scudo termico che riveste completamente lo scafo. 
Ad ottobre 2021 è stata completata la costruzione dei bracci meccanici situati sulla torre di integrazione, chiamati informalmente anche "bacchette" ("chopsticks"). Due settimane dopo SpaceX e NASA hanno annunciato i piani per la costruzione del complesso di lancio 49 al Kennedy Space Center.
Il nuovo propulsore Raptor 2, introdotto all'inizio del 2022, è stato presentato come una versione riprogettata con una struttura più semplice, una massa inferiore, una sezione dell'ugello più grande e una pressione della camera di combustione superiore (da 250 a 300 bar). Queste modifiche hanno comportato un aumento della spinta da 1,85 a 2,3 MN), ma con una diminuzione di 3 secondi dell'impulso specifico.. Nel febbraio 2022, Elon Musk ha tenuto una presentazione di Starship, del propulsore Raptor e dello sviluppo dello spazioporto in Florida nei pressi di Starbase.
A giugno 2022, la Federal Aviation Administration (FAA) ha concluso che Starbase non necessitava di una valutazione di impatto ambientale, ma che SpaceX doveva risolvere 75 problemi identificati nella valutazione preliminare ambientale. A luglio è stato effettuato il test delle turbopompe dell'ossigeno liquido di tutti i trentatré propulsori Raptor del Booster 7, risultante in una esplosione alla base del velivolo che ha distrutto una tubatura a pressione e ha causato danni minori alla piattaforma di lancio. 
Al termine di novembre, Ship 24 ha concluso i test di accensione statica di 2 e dei sei propulsori, mentre il Booster 7 ha condotto il medesimo test su 1, 3, 7, 14 e 11 propulsori.. Infine il 9 febbraio 2023 è stato condotto il test di accensione statica di 31 propulsori al 50% di spinta. Il test di tutti i 33 propulsori è stato annullato a causa della disabilitazione di uno di essi. A gennaio 2023 è stato effettuato un Wet Dress Rehearsal, dove sono stati caricati più di 4500 t di propellente.
Dopo un tentativo di lancio cancellato il 17 aprile 2023, il lancio del Booster 7 e della Ship 24 è avvenuto il 20 aprile alle 13:33.. Durante la sequenza di lancio tre propulsori del Booster 7 si sono disabilitati, e diversi altri hanno avuto un malfunzionamento durante il volo. Il velivolo ha perso il controllo della spinta direzionale dei propulsori durante il volo, che ha avviato un movimento di rotazione fuori controllo, ad un'altitudine massima di 39 km.
Dopo 3 minuti dal lancio, il velivolo ha ricevuto il comando di attivazione del flight termination system, un sistema di autodistruzione di sicurezza. L'attivazione di questo sistema è tuttavia avvenuta 40 secondi dopo.. Il test, se fosse avvenuto con successo, prevedeva una traiettoria che sorvolava gli stretti della Florida proseguendo verso est, e sarebbe ammarato nell'Oceano Pacifico, a 100 km da Kauai, dopo aver compiuto quasi una orbita completa del pianeta.

##### Secondo Integrated Flight Test (2023)

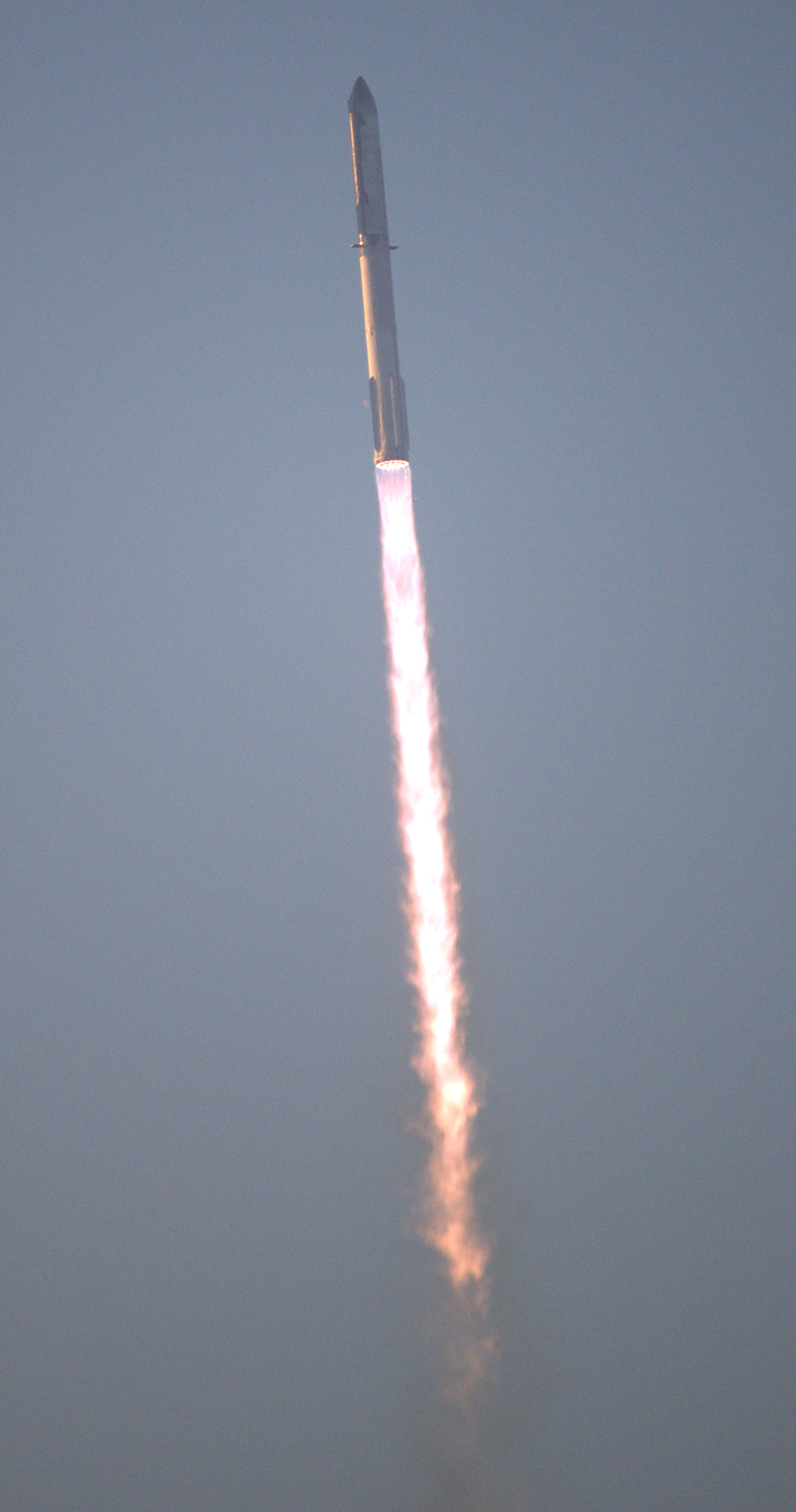
Starship durante il secondo integrated flight test

Il primo volo orbitale di test aveva causato danni alla piattaforma di lancio, che è stata ricostruita e modificata con delle fondamenta rinforzate e la costruzione di un Water Deluge System (WDS) per la protezione della piattaforma.. La Ship 25 ha completato a maggio i test di accensione statica.. Successivamente il Booster 9 ha compiuto il test criogenico, dove i serbatoi del propellente sono stati riempiti con azoto liquido per verificarne la tenuta, lo spin prime test, che verifica il funzionamento delle turbopompe e i test di accensione statica.
A seguito del fallimento del primo volo di test, la FAA ha richiesto a SpaceX una investigazione sui problemi avvenuti, bloccando i voli di Starship fino al termine delle indagini.. Ad agosto SpaceX ha inviato alla FAA le 63 azioni correttive da compiere prima di tentare un nuovo lancio. L'8 settembre 2023 la FAA ha chiuso le indagini, concludendo che SpaceX avrebbe potuto riprendere i lanci con l'implementazione di tutte le azioni correttive, e con il rilascio di una licenza modificata e mirata al soddisfacimento di tutti i regolamenti di sicurezza e ambientali.
Il 19 ottobre, il Fish and Wildlife Service (FWS) ha condotto una survey dell'area attorno a Starbase, verificando le modifiche alla piattaforma di lancio, in particolar modo al Water Deluge System.. Il 31 ottobre è stata conclusa la parte relativa alla review della sicurezza della licenza di lancio da parte della FAA.
L'11 novembre è stata annunciata da parte di SpaceX la data del 17 novembre come possibile lancio, in attesa dell'approvazione degli enti regolatori. Il 14 novembre è stata conclusa la review ambientale dell'FWS e poco dopo è giunta l'approvazione definitiva al test da parte della FAA.. Il tentativo di lancio è stato rinviato di un giorno per sostituire degli attuatori difettosi della alette a griglia usate per il controllo del booster.
Il 18 novembre 2023, Spaceship è decollata dalla piattaforma di lancio alle 13:03 UTC.. Tutti i 33 propulsori del booster hanno funzionato correttamente fino alla sua separazione dallo stadio superiore, che è avvenuta regolarmente. Qualche secondo dopo essersi allontanato dalla Ship 25, il booster ha iniziato la rotazione per il rientro ed è esploso. La distruzione è avvenuta a 3 minuti e mezzo dal lancio, ad un'altezza di 90 km sopra al Golfo del Messico. Ship 25 ha continuato il volo, e dopo circa 8 minuti dal lancio, prima dello spegnimento dei propulsori, è stata persa la telemetria. SpaceX ha annunciato l'attivazione del flight termination system per l'autodistruzione, prima di raggiungere l'orbita prevista o di tentare il rientro.. Il radar meteorologico del NOAA ha rilevato i detriti della Ship 25 ad una distanza di qualche centinaia di km a nord delle Isole Vergini.

##### Terzo Integrated Flight Test (2024)
Il 5 marzo 2024, SpaceX ha annunciato che stava pianificando un lancio per il 14 marzo 2024, in attesa dell'approvazione normativa.
IFT-3 è stato lanciato dalla struttura SpaceX Starbase lungo la costa meridionale del Texas, come i due precedenti. Il booster Super Heavy ha effettuato una riaccensione dei motori, seguita da un ammaraggio nel Golfo del Messico. La navicella spaziale Ship ha condotto diversi test dopo lo spegnimento del motore, inclusa una dimostrazione del trasferimento di propellente e un test di riaccensione dei Raptor. Era stato previsto un rientro nell'atmosfera con lo schianto nell'Oceano Indiano, senza riaccendere i motori per tentare un atterraggio morbido.
Il lancio è avvenuto come previsto il 14 marzo e come per l'IFT-2, l'accensione di tutti i 33 motori e la separazione degli stadi sono avvenuti correttamente.  Il primo stadio B10 ha condotto con successo una riaccensione dei motori, l'atterraggio pianificato nel Golfo del Messico non ha avuto successo a causa di guasti ai motori e il booster è stato distrutto ad un'altitudine di circa 462 metri.
La stessa navicella spaziale Starship ha raggiunto lo spazio e la velocità orbitale prevista. Ha quindi condotto i diversi test previsti dopo lo spegnimento del motore, come la dimostrazione del trasferimento del propellente e un test di apertura del portellone di carico utile, anche se a causa della velocità di rollio non ha potuto tentare la riaccensione di un singolo motore Raptor com'era previsto. Ha tentato di rientrare nell'atmosfera sopra l'Oceano Indiano e, ad un'altitudine di circa 65 km, tutta la telemetria della Ship 28 si è interrotta, indicando la perdita del veicolo.
Come per i test precedenti, essendo avvenuti degli incidenti, la FAA ha chiesto a SpaceX di avviare un'indagine per le azioni correttive da effettuare prima del prossimo lancio. Il 18 marzo il responsabile per il trasporto spaziale commerciale della FFA ha affermato che non essendoci stati danni a persone o cose, non si prevedono ritardi nella concessione di una nuova licenza. Inoltre, per rispondere alle critiche di SpaceX e del Congresso sui ritardi nelle concessioni delle singole licenze di lancio, è stata presa in considerazione la possibilità di rilasciare licenze che comprendono una "serie di lanci" e non per un solo lancio, in considerazione anche del fatto che SpaceX ha pianificato di effettuare da 6 a 9 lanci solo nel 2024.

##### Quarto Integrated Flight Test (2024)
Il profilo di missione del quarto Integrated Flight Test è stato lo stesso del terzo, con la mancanza del trasferimento del propellente, l'apertura del portello del payload e della riaccensione dei propulsori Raptor. 
Poco dopo il decollo, uno dei 33 propulsori Raptor ha avuto un malfunzionamento ed è rimasto disattivato, e uno dei tredici propulsori è rimasto disattivato durante l'accensione per l'ammaraggio del primo stadio. Nessuno di questi malfunzionamenti ha tuttavia interferito con lo svolgimento della missione. Per ridurre la massa del primo stadio durante la discesa, il primo stadio ha espulso l'anello che lo collega alla Starship.
Il primo stadio B11 ha effettuato con successo l'ammaraggio non distruttivo nel Golfo del Messico
Dopo aver completato l'accensione per l'inserimento, Ship 29 ha effettuato con successo il rientro atmosferico, mantenendo il controllo di assetto nonostante danni visibili alla sua struttura e alla pedita di diverse mattonelle dello scudo termico. Ship 29 ha quindi effettuato un ammaraggio non distruttivo nell'Oceano Indiano dopo una discesa ipersonica attraverso l'atmosfera.
Quinto Integrated Flight Test (2024)
Il profilo di missione del quinto Integrated Flight Test è stato lo stesso del quarto, però il primo stadio Super-Heavy è stato recuperato dai due bracci di cattura della torre di lancio Mechazilla. Il secondo stadio Starship ha effettuato con successo il rientro atmosferico mantenendo il controllo dell'assetto senza molti danni riuscendo ad effettuare così un ammaraggio nell'oceano indiano.
Sesto Integrated Flight Test (2024)
Il sesto test di volo di Starship è stato lanciato da Starbase il 19 novembre 2024, con l'obiettivo di espandere le capacità della nave e del booster e avvicinarsi al riutilizzo dell'intero sistema.
Il booster Super Heavy è decollato con successo con tutti i 33 motori Raptor in funzione. Dopo una salita nominale e la separazione degli stadi, il booster ha eseguito il burn di boostback per ritornare al sito di lancio. Durante questa fase, i controlli automatici hanno annullato il tentativo di cattura. Il booster ha quindi eseguito una manovra di deviazione pre-pianificata, effettuando un atterraggio morbido nel Golfo del Messico.
Starship ha completato un'altra ascesa con successo, posizionandosi sulla traiettoria prevista. La nave ha riacceso con successo un motore Raptor in spazio, dimostrando le capacità necessarie per eseguire il burn di deorbitazione. Con visuali e telemetria trasmesse da Starlink, la nave è rientrata con successo, eseguendo un atterraggio morbido nell'Oceano Indiano.

## Lista delle missioni
| Volo N. | Data (UTC) | Veicolo | Sito di lancio   | Orbita | Esito               | Atterraggio Super-Heavy | Atterraggio Starship  |
| ------- | --- | ------- | ---------------- | ------ | ------------------- | ----------------------- | --------------------- |
| 1       | 20 aprile 2023 13:33 UTC | S24/B7  | Starbase (Texas) | 39 km  | Fallito             | N.D.                    | N.D.                  |
| 1       | È stato il primo tentativo di lancio orbitale e il primo volo supersonico di Starship. Il primo volo con primo e secondo stadio integrati. Almeno tre motori erano spenti al decollo e altri hanno avuto malfunzionamenti durante il volo. La perdita del controllo della spinta direzionale ne ha causato una rotazione incontrollata, la quale facendo deviare il velivolo dalla traiettoria programmata ha causato la detonazione delle cariche esplosive del sistema di terminazione a T+ 3:59 minuti. Il booster avrebbe eseguito un ammaraggio controllato nel Golfo del Messico e lo Starship sarebbe entrato in traiettoria sub-orbitale prima di rientrare nell'Oceano Pacifico. |         |                  |        |                     |                         |                       |
| 2       | 18 novembre 2023 13:03 UTC | S25/B9  | Starbase (Texas) | 148 km | Fallimento parziale | Fallito                 | Fallito               |
| 2       | È stato il secondo tentativo di lancio orbitale, tutti i motori erano accesi, a T+ 0:52 Starship ha raggiunto max q il punto di massima pressione aerodinamica, a T+ 2:53 minuti è avvenuta con successo la separazione tra Starship e Super Heavy. Il secondo stadio Starship ha avviato i suoi motori mentre era ancora agganciato al booster. Per rendere ciò possibile, è stata necessaria l’installazione di un divaricatore di fiamma sul booster, per l’espulsione dei gas di scarico provenienti dai motori Raptor del secondo stadio. Gli attuatori meccanici hanno funzionato correttamente come anche il Water Deluge System cioè il sistema di soppressione composto di lastre di acciaio installate alla base della rampa di lancio dalla quale fuoriesce acqua ad alta pressione. Ha correttamente protetto le fondamenta dal calore e dallo shock generato dai 33 motori del primo stadio. Il primo stadio, dopo la separazione, non è riuscito a reggere ed è stato fatto esplodere, a T+ 8:07 anche il secondo stadio è stato perso sempre dopo l'uso preventivo del flight termination system. Gli obiettivi previsti di partenza e separazione sono avvenuti con successo, come anche il superamento della linea di Kármán raggiungendo quindi lo spazio, mentre il rientro del super-heavy e l'atterraggio della Starship sono falliti. |         |                  |        |                     |                         |                       |
| 3       | 14 marzo 2024 13:25 UTC | S28/B10 | Starbase (Texas) | 234 km | Fallimento parziale | Non tentato             | Non tentato           |
| 3       | È stato il terzo tentativo di lancio orbitale, tutti i motori erano accesi, a T+0:52 Starship ha raggiunto max q il punto di massima pressione aerodinamica, a T+2:42 minuti è avvenuta con successo la separazione tra Starship e Super Heavy. In contemporanea a questo evento, la Ship 28 ha avviato i suoi 6 Raptor mentre era ancora connessa al booster. Grazie all'hot staging, la Starship ha continuato la sua ascesa fino a 234 km di quota. Il Booster invece ha effettuato la manovra di rientro. A causa di oscillazioni incontrollate il booster non è riuscito a mantenere la stabilità lungo l'asse verticale e solo 3 motori su 13 raptor si sono avviati, il booster si è schiantato comunque nell'oceano ad una velocità poco maggiore di 1100 km/h. La Starship ha continuato l'orbita effettuando l’apertura e chiusura del portellone per il rilascio degli Starlink ed il trasferimento di propellente tra serbatoi principali e header tank. L'accensione dei booster in orbita invece non è stata effettuata per un problema tecnico. A T+46:00 è iniziato il rientro atmosferico con il test dello scudo termico ablativo. Alla quota di 65 km a T+49:05 a causa delle pressioni e temperature in gioco la Starship è andata distrutta, i frammenti rimanenti sono ammarati nell'Oceano Indiano. |         |                  |        |                     |                         |                       |
| 4       | 6 giugno 2024 12:50 UTC | S29/B11 | Starbase (Texas) | 213 km | Riuscito            | Riuscito (ammaraggio)   | Riuscito (ammaraggio) |
| 4       | È stato il quarto tentativo di lancio orbitale, 32 dei 33 Raptor erano accesi, a T+1:02 Starship ha raggiunto max q il punto di massima pressione aerodinamica, a T+2:44 minuti è avvenuta con successo la separazione tra Starship e Super Heavy. In contemporanea Ship 29 ha avviato i suoi 6 Raptor mentre era ancora connessa al booster effettuando con successo l'hot-staging. L'heavy booster ha effettuato il rientro atmosferico dopo circa 7 minuti è riuscito ad ammarare con successo riuscendo a rientrare senza danni adagiandosi dolcemente sulla superficie dell'oceano, in totale 12 dei 13 motori erano attivi. La Starship ha continuato l'orbita superando la linea di Karman e raggiungendo lo spazio fino ad una quota massima di 213 km, ha iniziato il rientro a T+47:25 durante la fase di rientro parte della struttura ha subito alcuni danneggiamento con parziale fusione che ha dato alcune difficoltà al belly flop. A T+1:05:38 Starship ha effettuato la manovra di ammaraggio riuscendo ad attivare i motori e rientrare in mare con successo come previsto dal programma di volo. |         |                  |        |                     |                         |                       |
| 5       | 13 ottobre 2024 | S30/B12 | Starbase (Texas) | 201 km | Riuscito            | Riuscito                | Riuscito (ammaraggio) |
| 5       | Quinto volo di prova orbitale della Starship: il piano di volo previsto è simile ai precedenti, con la differenza che è stato eseguito con successo il recupero del primo stadio, catturato dalla torre di lancio. Rispetto al volo precedente sono state apportate numerose modifiche alle tegole termiche, in particolare è stato aggiunto un nuovo strato ablativo sotto le piastrelle termiche nelle zone sensibili della nave. |         |                  |        |                     |                         |                       |
| 6       | 19 novembre 2024 | S31/B13 | Starbase (Texas) | 190 km | Riuscito            | Riuscito (ammaraggio)   | Riuscito (ammaraggio) |
| 6       | Dopo la separazione il booster ha effettuato un ammaraggio controllato nel Golfo del Messico, vicino al sito di lancio. La cattura del Super Heavy sulla rampa di lancio non è stata tentata a causa della rottura dei radar posizionati sui bracci della torre. Questi radar, che hanno lo scopo di verificare l'allineamento del booster con la base, si sono danneggiati durante la prima fase del decollo. La navicella spaziale ha invece condotto con successo un test di riaccensione del motore nello spazio ed è ammarata nell'Oceano Indiano, per la prima volta di giorno. Nonostante uno scudo termico ridotto e una traiettoria di ingresso più aggressiva, S31 è ammarata con danni minimi ai flap. |         |                  |        |                     |                         |                       |
| 7       | 16 gennaio 2025 | S33/B14 | Starbase (Texas) | 146 km | Fallito             | Riuscito                | Fallito               |
| 7       | Il decollo della Starship è avvenuto con successo alle 22:37 UTC. A T+2:40 il booster ha acceso solo 12 dei 13 motori previsti durante la manovra di boostback a causa di una mancanza di potenza nel sistema di accensione. Il booster è tornato comunque con successo a terra catturato dalla torre di lancio. A T+7:39 la ship ha iniziato a mostrare alcuni segni di difficoltà nella fase di ascesa. Poco prima della perdita delle comunicazioni la telemetria mostrava avarie ai motori e da una telecamera laterale si sono intraviste delle fiamme non previste nei pressi della giuntura di un alettone inferiore. A T+8:26 la Starship è esplosa e i detriti sono stati avvistati da diverse isole caraibiche. Il fallimento, come riportato da una completa analisi di Space X, è stato causato da delle eccessive vibrazioni che hanno comportato una fuoriuscita di carburante nella cavità sopra la paratia del vano motore. La fuoriuscita era abbastanza voluminosa da generare una pressione così elevata che le prese d'aria di sfiato non sono riuscite a mitigare. È divampato un incendio che ha successivamente causato lo spegnimento controllato di 5 motori. La Starship è stata disintegrata in piccoli frammenti per ragioni di sicurezza dal computer. Tutti i detriti sono precipitati nello spazio designato senza particolari danni a persone o all'ambiente. |         |                  |        |                     |                         |                       |
| 8       | 6 marzo 2025 | S34/B15 | Starbase (Texas) | 146 km | Fallito             | Riuscito                | Fallito               |
| 8       | Alle 23:30 UTC del 6 marzo la Starship è decollata con successo. A T+2:45 il booster ha acceso solo 11 dei 13 motori previsti durante la manovra di boostback. È stato comunque autorizzato il rientro del booster che nella fase finale dell'atterraggio a T+6:35 ha acceso 12 motori su 13. Il booster è stato comunque catturato con successo per la terza volta a T+7:02. La ship ha continuato la sua ascesa fino a T+8:04 quando, a poi secondi dall'obiettivo programmato, un'avaria ha causato lo spegnimento anticipato di quattro motori. La Starship, in modo simile al settimo lancio, è stata volutamente fatta esplodere per ragioni di sicurezza. Le indagini di Space X hanno concluso che l'avaria è stata causata da un evento energetico nella parte posteriore della ship. |         |                  |        |                     |                         |                       |
| 9       | 27 maggio 2025 23:30 UTC | S35/B14 | Starbase (Texas) | 189 km | Fallito             | Fallito                 | Fallito               |
| 9       | Dopo qualche minuto di attesa alle 23:36 UTC la Starship è decollata con successo da Starbase. Il booster 14-2, già utilizzato nel settimo lancio, ha acceso tutti e 33 i motori raptor come previsto. Il piano di volo prevedeva una traiettoria simile ai precedenti lanci per la ship e a un ammaraggio per il Super Heavy. Space X ha deciso di non tentare il recupero del booster con lo scopo di provare un nuovo approccio del boostback e verificare i limiti strutturali del razzo. A T+2:39 durante l'hot staging il booster ha eseguito una manovra di flip molto più controllata e ha riacceso tutti i 13 motori previsti durante il boostback. Durante la discesa il Super Heavy ha mantenuto un angolo molto più aggressivo rispetto al suolo con lo scopo di sfruttare maggiormente la resistenza dell'aria per rallentare lo stage. Tuttavia a T+6:20 durante l'ultima riaccensione dei motori, il booster è esploso non riuscendo ad effettuare tutti i test previsti. A T+8:58 la ship ha completato con successo la sua ascesa. Subito dopo lo spegnimento dei motori si sono iniziate a notare delle leggere oscillazioni della ship che il sistema di controllo dell'assetto aveva il compito di mitigare. Attorno ai 18 minuti dal lancio non è stato possibile rilasciare il payload a causa di un'apertura parziale dello sportello. Attorno alla mezzora le vibrazioni della ship sono peggiorate. Il controllo missione ha attribuito questi problemi nell'assetto ad una perdita di carburante nonostante non sia chiaro in quale parte del decollo si sia verificata. Attorno ai 38 minuti avrebbe dovuto essere riacceso un motore raptor; questo test non è stato effettuato a causa dei problemi riscontrati finora alla ship. La Starship è rientrata in atmosfera prima del previsto ed il suo volo è terminato senza successo dopo circa 42 minuti. Malgrado Space X abbia fatto progressi dai precedenti due lanci sia il booster sia la ship non hanno raggiunto quasi nessuno degli obiettivi preventivati. |         |                  |        |                     |                         |                       |
| 10      | Agosto 2025 | S37/B16 | Starbase (Texas) | N.D.   | N.D.                | N.D.                    | N.D.                  |
| 10      | Decimo lancio di Starship. Il decollo avverrà approssimativamente verso la fine di agosto. SpaceX non tenterà la cattura del booster per effettuare dei test in fase di rientro con lo scopo di migliorare la manovra di Boostback e verificare i limiti strutturali dello stage. |         |                  |        |                     |                         |                       |

## Lista dei prototipi
Di seguito è riportata la lista dei prototipi prodotti da SN15 in poi:

### Starship V1
- BN2.1 (prototipo sezione motori del booster)
- B2.1 (prototipo per convalidare l'integrità strutturale del Booster)
- Booster 3
- Booster 4
- Ship 20
- Booster 7 (usato nel primo test di volo nel 20 aprile 2023)
- Booster 7.1 (articolo di test per l'interstage ventilato)
- Ship 24 (usato nel primo test di volo nel 20 aprile 2023)
- Ship 25 (usato nel secondo test di volo nel 18 novembre 2023)
- Booster 9 (usato nel secondo test di volo nel 18 novembre 2023)
- Ship 26 (secondo stadio del razzo senza flaps e scudo protettivo del calore)
- Ship 26.1 (articolo distrutto in un test di pressurizzazione intenzionalmente)
- Booster 10 (usato nel terzo test di volo nel 14 marzo 2024)
- Ship 27 (dismessa)
- Booster 11 (usato nel quarto test di volo nel 6 giugno 2024)
- Ship 28 (usato nel terzo test di volo nel 14 marzo 2024)
- Booster 12 (usato nel quinto test di volo nel 13 ottobre 2024)
- Ship 29 (usato nel quarto test di volo nel 6 giugno 2024)
- Ship 30 (usato nel quinto test di volo nel 13 ottobre 2024)
- Ship 31 (usato nel sesto test di volo nel 19 novembre 2024)
- Ship 32 (smantellata poiché non necessaria dato l’arrivo della V2)
- Booster 13 (usato nel sesto test di volo nel 19 novembre 2024)

### Starship V2
- Ship 33 (usata nel settimo test di volo nel 16 gennaio 2025)
- Booster 14 (usato nel settimo test di volo nel 16 gennaio 2025 e nel nono test di volo nel 27 maggio 2025)
- Ship 34 (usata nell'ottavo test di volo nel 6 marzo 2025)
- Booster 15 (usato nell'ottavo test di volo nel 6 marzo 2025)
- Ship 35 (usata nel nono test di volo nel 27 maggio 2025)

## Applicazioni
La Starship è progettata per sostituire tutti gli attuali veicoli e sonde di SpaceX: i veicoli Falcon 9 e Falcon Heavy e la capsula Dragon 2. SpaceX stima che i lanci della Starship saranno più economici di quelli della flotta esistente e persino più del ritirato Falcon 1, grazie alla totale riutilizzabilità e dell'atterraggio di precisione dei booster sulla rampa di lancio per una logistica di lancio semplificata. SpaceX intende sostituire completamente l'attuale flotta durante l'inizio degli anni 2020.
La Starship è stata pianificata per diversi utilizzi:
- invio di satelliti commerciali in orbita terrestre
- voli spaziali di lunga durata nella regione cislunare
- trasporto su Marte, sia di cargo, sia di passeggeri
- voli di lunga durata per i pianeti oltre la fascia principale, per cargo e astronauti[123]
- viaggi commerciali di passeggeri sulla Terra, in competizione con i voli aerei di lunga distanza.[26][124][125][126]

### Viaggi commerciali terrestri
In occasione della presentazione del nuovo veicolo spaziale nel 2018, Musk annunciò la possibilità di utilizzarlo anche per collegare velocemente città sulla Terra. Nel 2019, la Shotwell riferì che SpaceX avrebbe potuto iniziare ad offrire questa possibilità a partire dal 2025, e che entro una decina di anni il costo del biglietto potrà essere di poco superiore a quello di un volo aereo in classe economy.

### Tour di sorvolo lunare

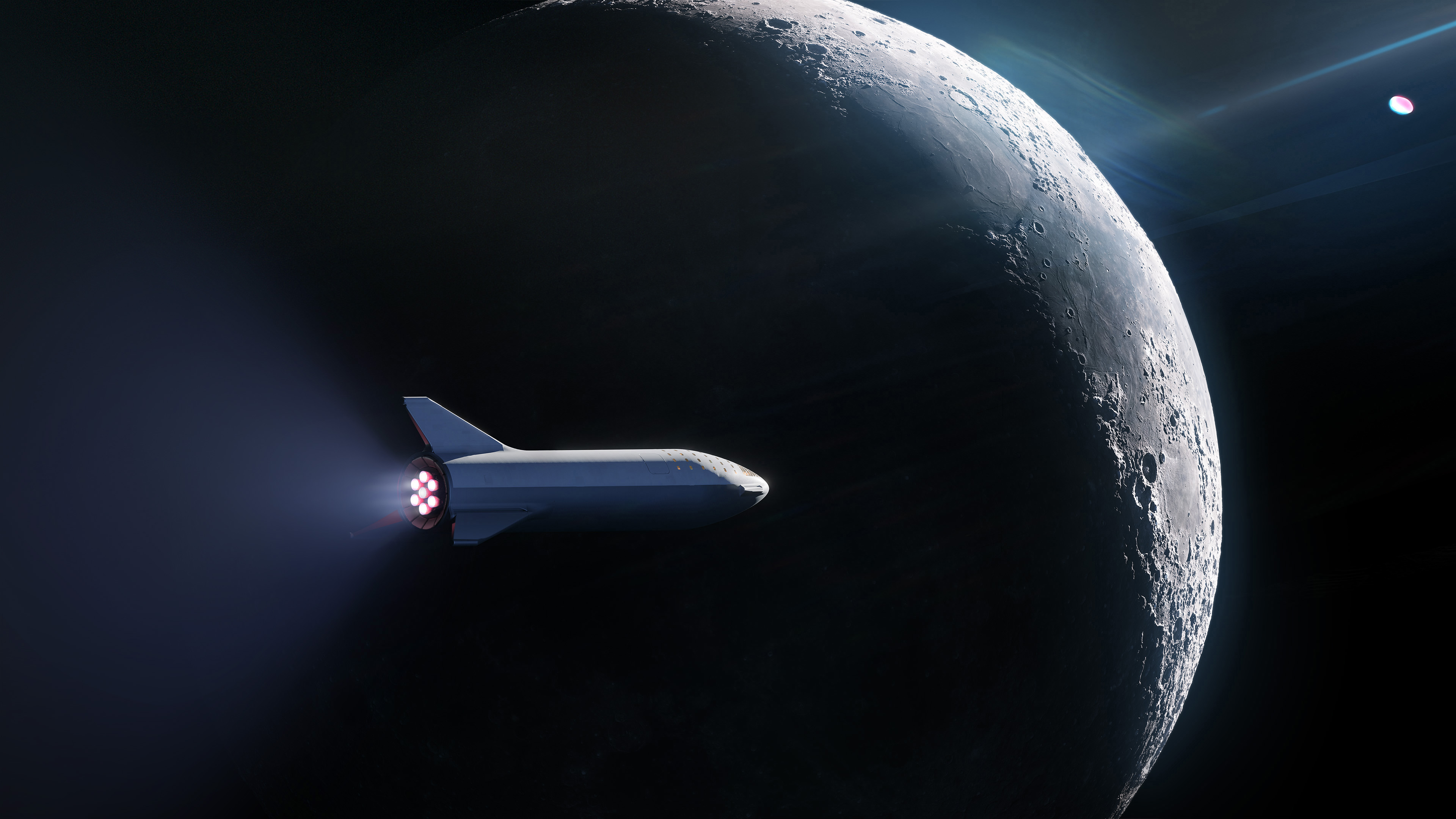
Interpretazione artistica di Starship che accende tutti i suoi sette motori mentre passa dalla Luna

A settembre 2018, SpaceX ha annunciato di aver firmato un contratto per far volare un gruppo di privati intorno alla Luna a bordo di Starship. I partecipanti saranno Yūsaku Maezawa e 6/8 persone da tutto il mondo scelte attraverso un processo di selezione. Il volo era stato proposto per il 2023 e durerebbe circa 6 giorni, tuttavia la Starship al 2024 è ancora in fase di sviluppo. Il 1 giugno 2024 è stata annunciata la cancellazione del progetto.

### Trasporto marziano
SpaceX ha intenzione di costruire nel lungo periodo una base abitata su Marte per un'estesa presenza sulla superficie, che si spera diventi una colonia autosufficiente.
Ogni spedizione su Marte rifornirebbe di carburante la Starship in orbita terrestre bassa prima di partire per Marte. Le prime navicelle andranno lanciate su Marte per ospitare l'attrezzatura, immagazzinare il propellente e per tenere parti di ricambio. Alla lunga, dal momento dell'arrivo su Marte degli umani, almeno una delle riutilizzabili Starship dei voli precedenti sarà capace di essere rifornita di carburante per servire da veicolo spaziale di riserva per il ritorno sulla Terra.

## Infrastrutture per il lancio
A partire dal 2014 SpaceX ha avviato la costruzione dello SpaceX South Texas Launch Site a Boca Chica, in Texas, per la costruzione dei primi prototipi di Starship, la realizzazione di test ed effettuare lanci. Anche il Pad 39A al Kennedy Space Center, la piattaforma di lancio storica da cui un tempo decollavano le missioni Apollo e dall' ex piattaforma degli Space Shuttle, piattaforma attualmente affittata proprio da SpaceX saranno utilizzati per i lanci di Starship. È in previsione, inoltre, la realizzazione di piattaforme galleggianti per lanci/atterraggi da mare.
In diversi tweet Elon Musk ha affermato che i sistemi di supporto di lancio per Starship, definiti stadio zero, sono così complicati e necessari che possono effettivamente essere definiti parte del veicolo.
Lo stadio zero include tre principali strutture:
- Le attrezzature di supporto a terra (GSE o Ground Support Equipment), costituite da tutti gli elementi a supporto del lancio, tra cui i serbatoi per il metano, l'ossigeno liquido e l'acqua;
- La piattaforma di lancio (OLP, Orbital Launch Platform), incaricata di supportare il peso del veicolo completamente assemblato e di trattenerlo a terra fino al momento del lancio. Incaricata anche di supportare il sistema di soppressione sonoro, utilizzato per evitare che le vibrazioni causate dall'accensione dei motori Raptor sul SuperHeavy causino danni alla struttura;
- La torre di lancio e cattura (Mechazilla), per il sollevamento, il supporto, il rifornimento e la cattura al rientro della Starship e del SuperHeavy.

Tutte queste infrastrutture sono state realizzate sia presso il sito di Starbase che di Cape Canaveral.

### Starbase
A partire dal 2014, SpaceX ha avviato la realizzazione di un'area di produzione e una di lancio a Boca Chica, area in cui a partire dal 2019 sono iniziati i test dei veicoli Starship. Agli inizi di marzo 2021, Elon Musk annunciò l'intenzione di creare una nuova città in Texas, chiamata Starbase, frutto di un processo di incorporazione dell'area di Boca Chica. La contea di Cameron confermò, poco dopo, la manifestazione di interesse da parte di SpaceX, ribadendo che per mettere in atto il progetto la compagnia avrebbe dovuto seguire tutte le procedure relative all'incorporazione.

### Cape Canaveral
Ad inizio del 2022 SpaceX ha avviato la costruzione di una nuova torre di lancio (Mechazilla) con relativo sito di produzione presso il Pad 39A al Kennedy Space Center.

### Strutture di lancio off-shore
Nel corso del 2020, tramite la sussidiaria Lone Star Mineral Development, SpaceX aveva acquistato due piattaforme petrolifere con lo scopo di convertirle in strutture di lancio. Tale piattaforme furono chiamate Deimos e Phobos, il nome dei due satelliti di Marte. Attraverso una serie di tweet pubblicati a febbraio 2021, Musk informò che una delle due piattaforme sarebbe stata parzialmente operativa entro la fine dell'anno, aggiungendo che a lungo termine il metano e l'ossigeno necessari per il propellente sarebbero stati prodotti in loco tramite la reazione di Sabatier. I veicoli Starship, inoltre, dovrebbero raggiungere le piattaforme di lancio attraverso voli di breve durata dal sito di Boca Chica.

### Annotazioni
1. ↑  Big Falcon Spaceship